# 學術院
學術院（英語：、古希腊语：Ἀκαδημία）也翻譯作學院、研究院、學園、學會、學苑等，是一個學術研究機構或教育機構的稱呼，亦有非正規教育機構會用上這名詞。其歷史最早可以追溯到柏拉圖在公元前385年左右成立的柏拉图学院。在羅馬佔領希臘之後重建，但此時已無法與原先的學院相比。在羅馬帝國覆滅之後就逐漸消失了。後來隨著時間的變遷而逐漸擁有了更多的含義。

## 列表
- 书院（Academies）
- 科學院（Academy of Sciences）
- 工程院（Academy of Engineering）
- 柏拉圖學院（Platonic Academy）
- 可汗學院（Khan Academy）
- 翰林院（Hanlin Academy）
- 國家學院（National Academy）
  - 中央研究院（Academia Sinica）
  - 日本学士院（The Japan Academy）
    - 帝國學士院（Imperial Academy）

  - 法兰西学术院（Académie française）
  - 美国国家学院（National Academies of Sciences, Engineering, and Medicine）
  - 大韓民國學術院（The National Academy of Sciences, NAS）
  - 英國國家學術院（British Academy）
  - 克羅埃西亞科學及藝術學術院（英语：Хрватска академија знаности и умјетности）（Croatian Academy of Sciences and Arts）
  - 烏克蘭國家視覺藝術與建築學術院（National Academy of Visual Arts and Architecture）